# Mányai Zsigmond
Mányai Zsigmond (eredetileg Mandl Zsigmond) (Budapest, 1877. február 13. – Budapest, 1922. január 30.) operaénekes (bariton). Mányai Lajos színész apja, Mányai Zsuzsa színésznő nagyapja.

## Élete
Zsidó családban született, mint Mandl József nagykereskedő és Klein Sarolta fia. 1893-ban lett a Zeneakadémia növendéke, a  második évből csak néhány hónapot végzett el, 1894. november 20-án „kilépett”.
Pályáját a Kolozsvári Nemzeti Színházban kezdte 1899-ben, ahonnan Máder Rezső mint ösztöndíjas növendéket az Operaházhoz szerződtette. 1901–02-ben Pozsonyban volt operai rendező és színész. 1902-ben Bécsbe ment. Édesanyja halálát követően egy időre visszavonult a színpadtól, kereskedelemmel foglalkozott, de a világháború után ismét fellépett a Városligeti Színház színpadán. Kellemes bariton hangú énekes volt. Halálát tüdőgyulladás, influenza okozta. Sirhelye a Kozma utcai izraelita temetőben található.

## Magánélete
Házastársa Krausz Flóra volt, Krausz Lajos és Obersohn Regina lánya, akit 1911. február 5-én Keszthelyen vett nőül.

## Főbb szerepei
- Mascagni: Parasztbecsület – Alfio
- Ambroise Thomas: Mignon – Lothario
- Verdi: A trubadúr – Luna gróf
- Verdi: Rigoletto – Monterone
- Verdi: Traviata – Douphal báró